# 長岡 (富山市)
長岡（ながおか）は、富山県富山市の町名である。長岡地区センターが所在している。

## 地理
南側に呉羽丘陵が位置し、北側には射水平野(いみずていち)と面している。
富山平野の北代台地上に集落があり、標高は約20mと高い。
- 山-呉羽丘陵

## 歴史
縄文時代にはこの集落の手前に海があり、古代から集落が発達していたとされている。

## 施設
- 長岡地区センター

## 教育
- 富山市立長岡小学校
- 長岡保育園

## 参考出典
『富山県の地名』平凡社

## 交通
- 富山地方鉄道路線バス 15、62、94系統

長岡公民館前で下車。